# Девольф, Карен
Карен Деволф (англ. Karen DeWolf; 14 февраля 1904, Нью-Йорк — 20 июля 1989, Лос-Анджелес) — американский сценарист.

## Биография
Родилась в 1904 году в Нью-Йорке.
Мечтала стать актрисой, но в 17 лет произвела настоящий фурор: её фотография в купальнике попала на обложку таблоида «National Police Gazette», что поставило крест на кинокарьере. По её словам, она никогда не соглашалась на то, чтобы актёрские промофото использовались таким образом.
Под сценическим псевдонимом Джипси Уэллс и выступала танцовщицей в Сан-Франциско.
В 1926 году после переезда в Голливуд, вышла замуж за сценариста Конрада Уэллса, но пара вскоре рассталась.
С начала 1930-х годов работала редактором и режиссёром диалогов, вскоре вошла в сценарную группу, за 20 лет принимала участие в написании сценариев более чем к 60 фильмам, разных голливудских киностудий.
Непосредственно по её оригинальным сценариям снято лишь несколько фильмов: «Приговорённый к жизни» (Condemned to Live, 1935), «Лихорадка общества» (Society Fever, 1935), «Красный снег» (Red Snow, 1952).
В 1941 году опубликовала роман «Take the Laughter» о молодой женщине в Голливуде 1930-х годов, благосклонно принятый критиками, но, как было отмечено в рецензии в газете «New York Times»: «этот роман, конечно, не будет экранизирован, если правила не изменятся».
Скандальный вестерн «Серебряная жила» (Silver Lode, 1954) стал её последней работой — из-за этого сценария она была занесена в «Чёрный список Голливуда», что фактически сводилось к запрету на профессию, после этого до 1960-х работала лишь при создании сценариев телесериалов.
Умерла в 1989 году.